# Гален Монев
Гален Монев е български политик. Народен представител от ПГ на „Атака“ в XLII народно събрание и от ПГ на „Български възход“ в XLVIII народно събрание.

## Биография
Гален Монев е роден на 18 април 1986 година в Стара Загора. Завършва Софийския университет „Св. Климент Охридски“, специалност „Археология“, а след това завършва второ висше образование, специалност „История“. През 2009 година е кандидат за евродепутат от листата на партията на изборите за Европейски парламент. Участва в инициативния комитет за създаването на Национален младежки форум „България“.